# Chaumont-devant-Damvillers
Chaumont-devant-Damvillers település Franciaországban, Meuse megyében. Lakosainak száma 46 fő (2022. január 1.). Chaumont-devant-Damvillers Azannes-et-Soumazannes, Damvillers, Moirey-Flabas-Crépion, Romagne-sous-les-Côtes és Ville-devant-Chaumont községekkel határos.

## Népesség
A település népességének változása:
| Lakosok száma | 68   | 30   | 38   | 39   | 52   | 49   | 48   | 47   | 47   | 46   |
|               | 1968 | 1982 | 1990 | 2006 | 2013 | 2015 | 2017 | 2019 | 2020 | 2022 |